# Cross pressure
Als cross pressure wird eine spezielle Situation des Wählers im mikrosoziologischen Erklärungsansatz des Wahlverhaltens der Wahlforschung bezeichnet. 
Nach der als Columbia School bezeichneten Denkrichtung, begründet von Paul Lazarsfeld und seinen Mitarbeitern Bernard R. Berelson und Hazel Gaudet mit ihrem 1944 erstmals erschienenen Werk „The People’s Choice“, ist die Zugehörigkeit zu sozialen Kreisen – bspw. die Familie oder das Arbeitsumfeld – entscheidend für die Wahlentscheidung des Individuums. Jedoch liegen soziale Kreise in den modernen Gesellschaften nicht in der Homogenität vor, die von der Columbia School ursprünglich angenommen wurde. Ist ein Individuum in Gruppen mit widersprüchlichen oder diffusen Wahlpräferenzen, unterliegt also unterschiedlichen sozialen Kräftefeldern, liegt eine Cross-pressure-Situation vor. In dieser kann es zu einem Rückgang des politischen Interesses kommen. Auch die Wahlentscheidung fällt schwerer. Entweder sie wird erst zu einem späteren Zeitpunkt im Wahlkampf getroffen oder entfällt, so dass das Individuum nicht zur Wahl geht.
Bei Umfragen können inkonsistente soziale Merkmale und Einstellungen, die einen cross pressure nahelegen, auch als Indiz für nicht wahrheitsgemäße Beantwortung des Fragebogens oder für gefälschte Antworten sein.
Verschiedene Studien konnten Cross-pressure-Situationen international nachweisen. Elisabeth Noelle sah in ihrer Analyse der Bundestagswahl 2005 eine Cross-pressure-Situation bei einigen Wählern als Teilgrund für die ungenauen Ergebnisse der Meinungsforschungsinstitute. Die Anhänger einer Partei seien dem Spitzenkandidaten einer anderen zugeneigt gewesen. Ein weiteres Beispiel für eine Cross-pressure-Situation gab es bei der französischen Präsidentschaftswahl 2002, als linke Wähler durch den überraschenden Wahlerfolg des rechtsextremen Kandidaten Jean-Marie Le Pen dem konservativen Jacques Chirac in der Stichwahl ihre Stimme geben mussten. Sie mussten zwischen ihrer Parteipräferenz und der Regimepräferenz abwägen.